# 基隆慶安宮
25°7′46.57″N 121°44′26.24″E / 25.1296028°N 121.7406222°E

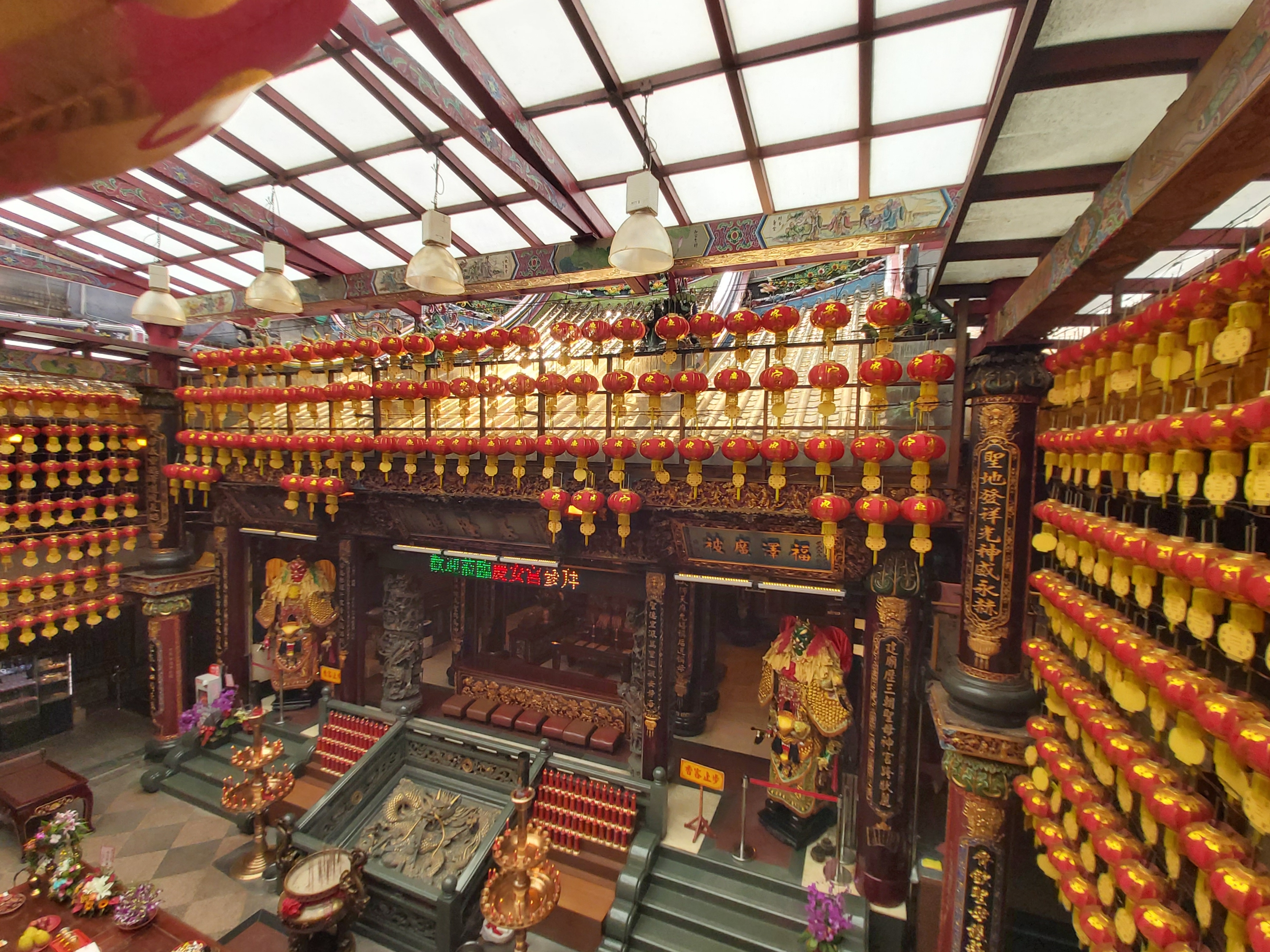
正殿中庭

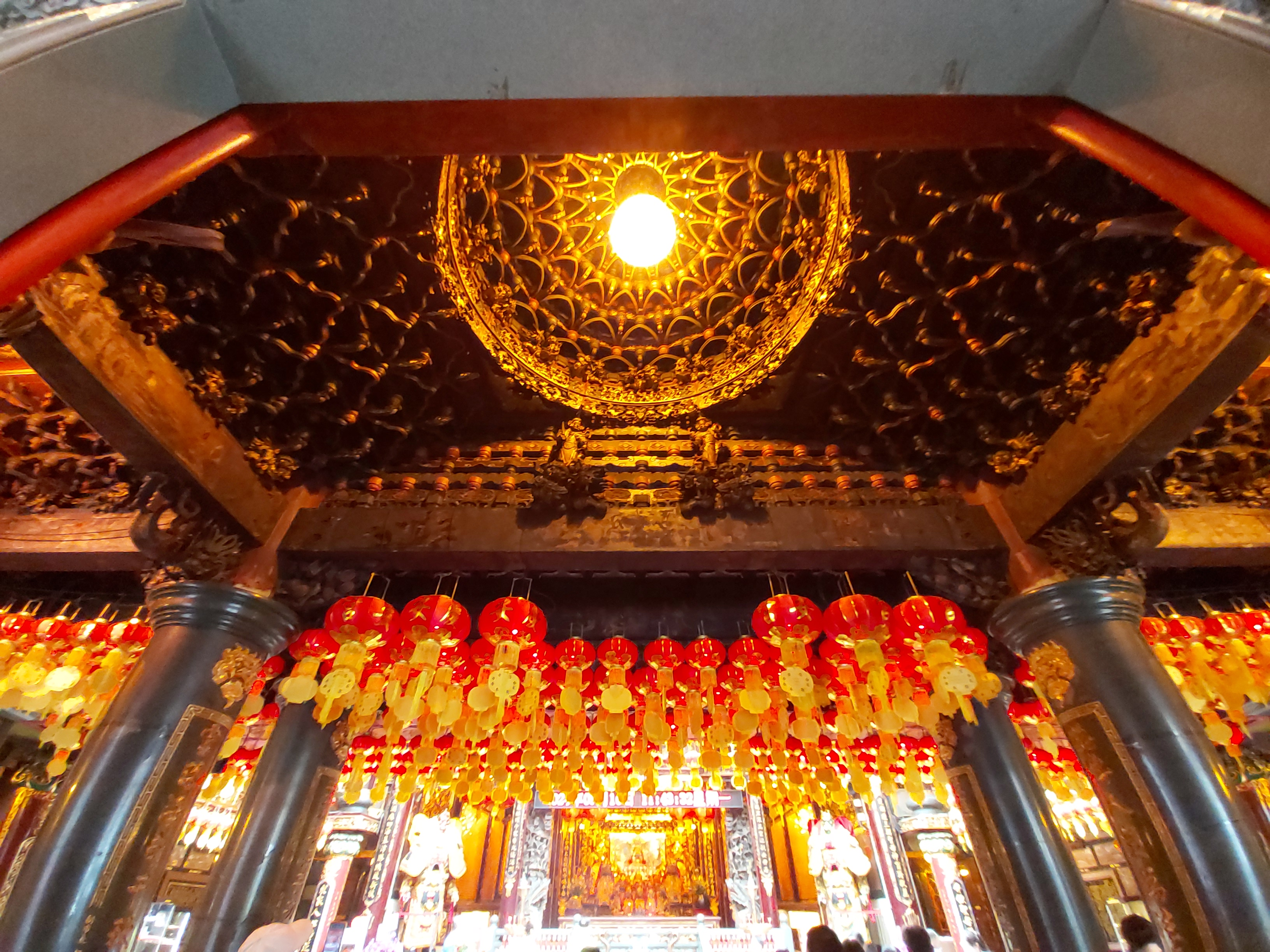
三川殿藻井

慶安宮，又稱為基隆媽祖宮、基隆媽祖廟，是位於臺灣基隆市仁愛區的媽祖廟，建於清乾隆四十五年（1780年），主祀天上聖母（其主神又被稱作「基隆媽」），與奠濟宮、基隆城隍廟合稱為「基隆三大廟」，亦名列「基隆八景」之一。該廟所供奉的媽祖神像依來源可分為湄洲媽、泉州媽、漳州媽，象徵昔日漳泉械鬥的和解。

## 歷史
慶安宮的歷史可溯自清乾隆45年（西元1780年），當時漳州移民於基隆港西岸的牛稠港虎仔山畔建了一間小的媽祖廟。隨著移民日多，基隆港南岸成為街市而有建廟之需，而後嘉慶20年（1815年）內湖庄人何士蘭捐獻位於石硬港（旭川河）西側之地建廟，該地即為慶安宮今址。光緒10年（1884年）爆發中法戰爭，基隆遭法國軍隊佔領數月，慶安宮險遭破壞。戰爭結束後，劉銘傳請光緒皇帝賜御筆匾額「戴德二天」，惜今日匾額下落不明。
日治時代，慶安宮、基隆城隍廟及奠濟宮的繞境路線，被要求延伸至基隆神社前進行參香。甚至於大正10年（1921年）到 大正13年（1924年）間，慶安宮（城隍廟及奠濟宮亦同）的遶境被半強迫改至陽曆6月3日（基隆神社例祭日）舉行聯合遶境，基隆神社之神輿與媽祖等神祇鑾轎同時繞境。但聯合遶境活動在大正14年起不再舉辦，各宮廟神社分開繞境。
太平洋戰爭期間，慶安宮殿宇因空襲而嚴重毀損。1945年臺灣光復後乃由曾任首屆省議員的陳漢周籌組慶安宮管理委員會擔任首任主任委員，發起成立修建委員會主持廟體的修繕與擴建工程，修復工程自1963年始，歷時七年餘竣工。1976年，新建山門一座。
慶安宮原有湄洲媽，2004年信徒從泉州迎回泉州媽，次年從漳州迎回漳州媽；三媽同奉的現象除了是全臺僅見外，也象徵著昔日漳泉械鬥的和解。

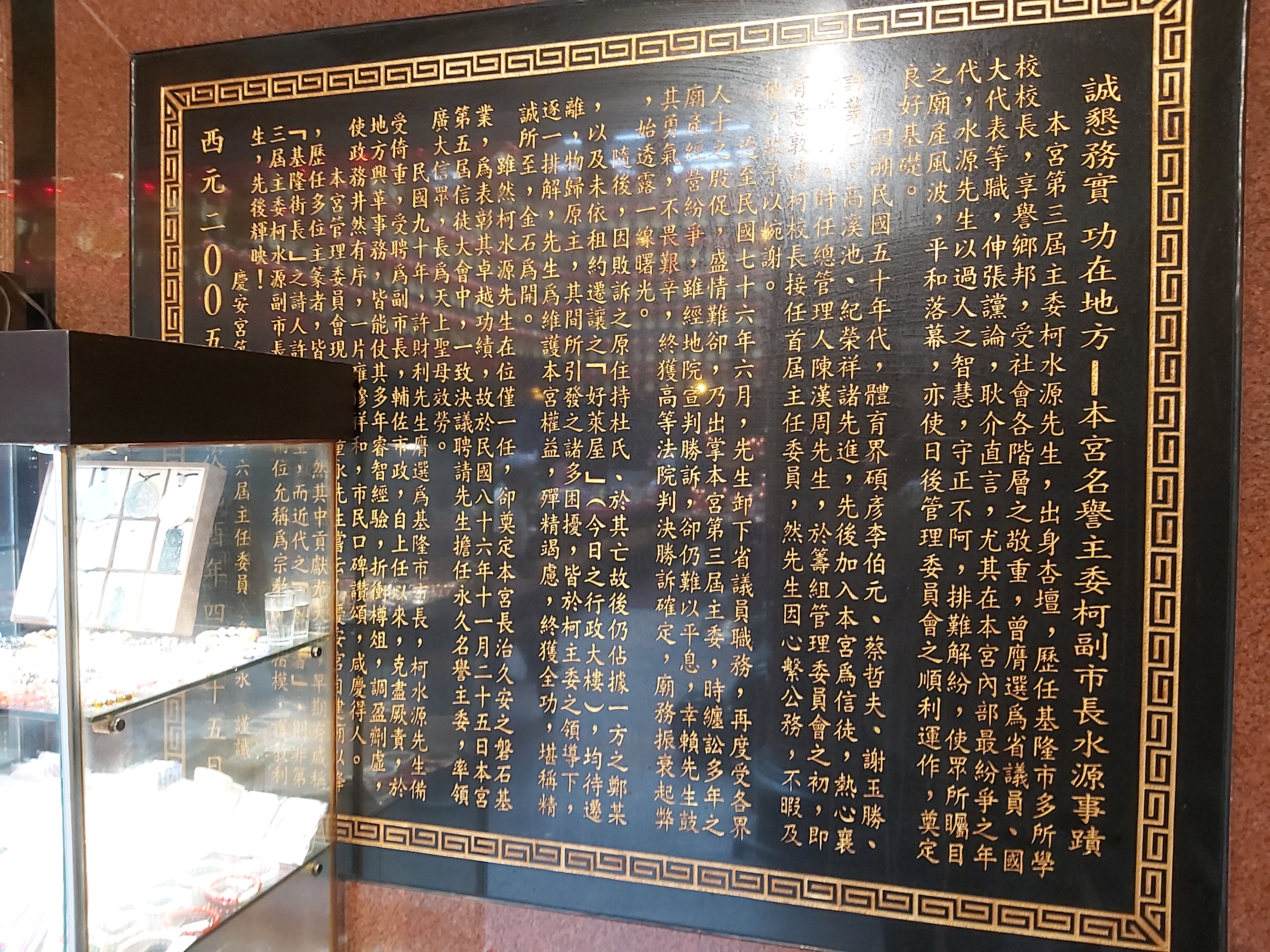
慶安宮第三任主任委員（名譽主委）柯水源事蹟碑

現任慶安宮的主任委員，是總統府國策顧問童永，他是現任中華民國總統賴清德的親舅和現任基隆市議會議長童子瑋的祖父。

## 活動
- 恭請彰化南瑤宮開基三媽

二次世界大戰末期，美軍對日實施空襲，猛烈轟炸日軍基地，當時日本統治下的基隆為西太平洋的軍事重要港口，於是成為美軍轟炸日本的首要目標，據聞彰化南瑤宮開基三媽顯靈，化身為婦人，在空中以裙擺接住炸彈，保佑基隆地區信眾之生命安全，令基隆地區仕紳留下難忘記憶，因此每年均懷著感恩的心情，基隆慶安宮於媽祖聖誕之前（農曆三月十九日），恭迎彰化南瑤宮開基三媽赴基隆慶祝壽誕，相沿成習，流傳至今。

## 祭祀神祇

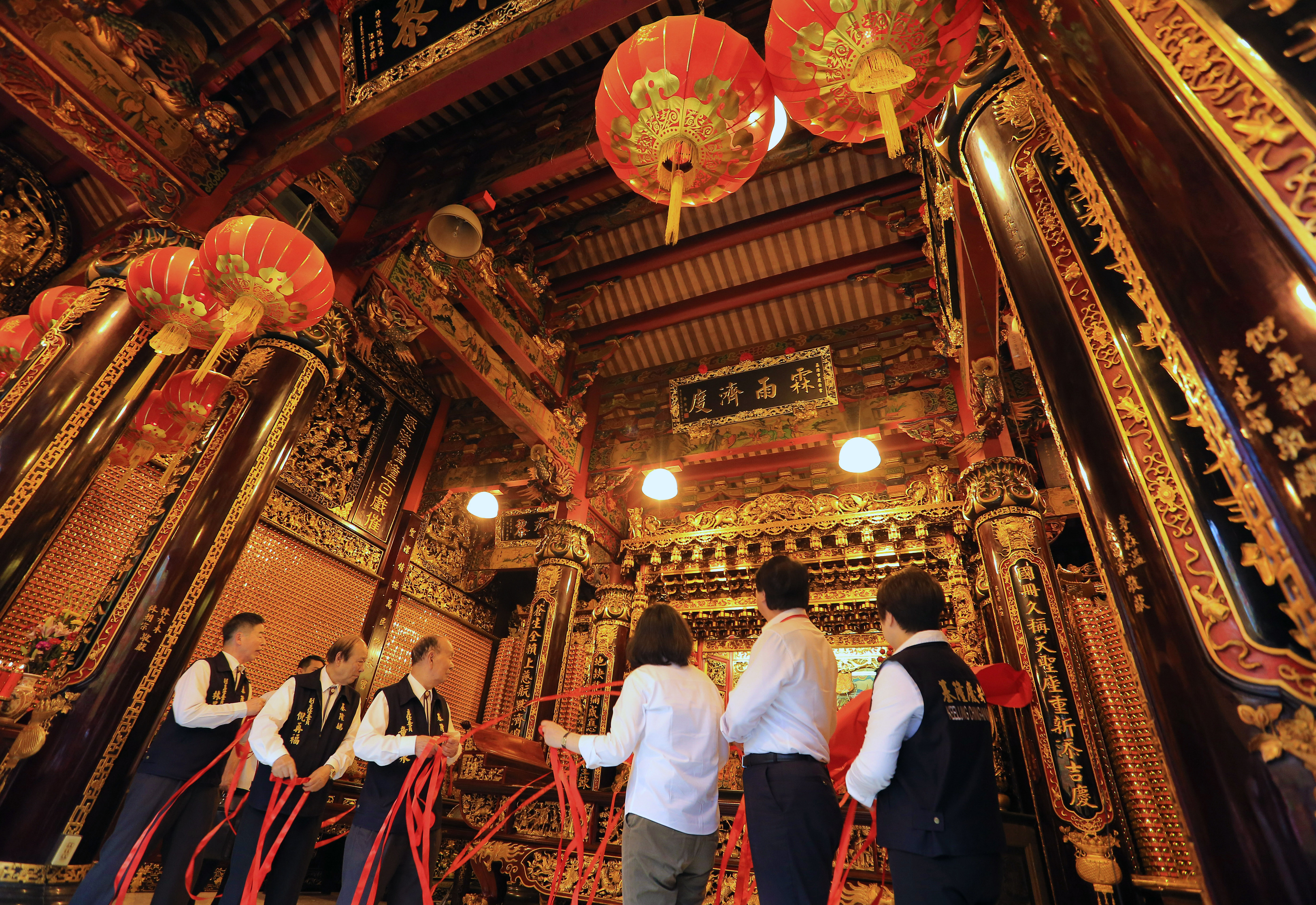
總統蔡英文主持慶安宮揭匾儀式

- 正殿中央：主祀天上聖母、配祀千里眼、順風耳二將軍。正殿龍邊：太上老君、北斗星君、南斗星君。正殿虎邊：福德正神。
- 正殿龍側翼殿：觀音殿，主祀 釋迦如來、藥師如來、彌陀如來（三寶佛）及觀世音菩薩。配祀伽藍菩薩與韋馱尊天。
- 正殿虎側翼殿：註生娘娘殿，主祀 註生娘娘。
- 正殿龍側偏殿：文昌帝君殿，主祀 文昌帝君、旁廳祀大魁星君。
- 正殿虎側偏殿：關聖帝君殿，主祀 關聖帝君、配祀 關平太子與周倉將軍。
- 玉皇殿：主祀玉皇上帝。
- 地藏殿：主祀地藏王菩薩。
- 財神殿：主祀五路財神。
- 六十太歲星君殿：主祀斗姆元君、配祀左輔星君和右弼星君，配祀六十太歲星君。
- 太歲殿：祭祀值年太歲星君。
- 月老殿：祭祀 月下老人。

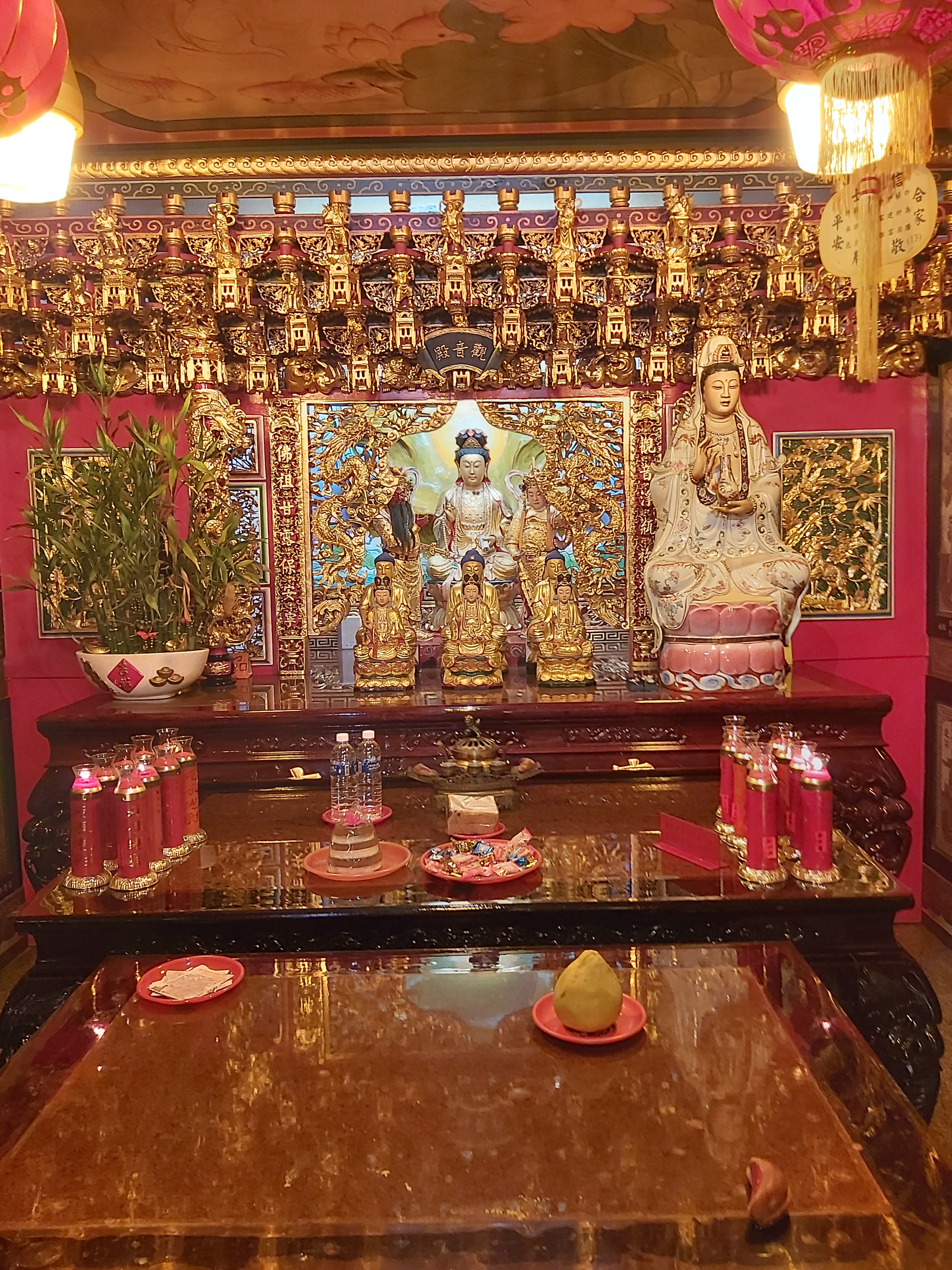
觀音殿
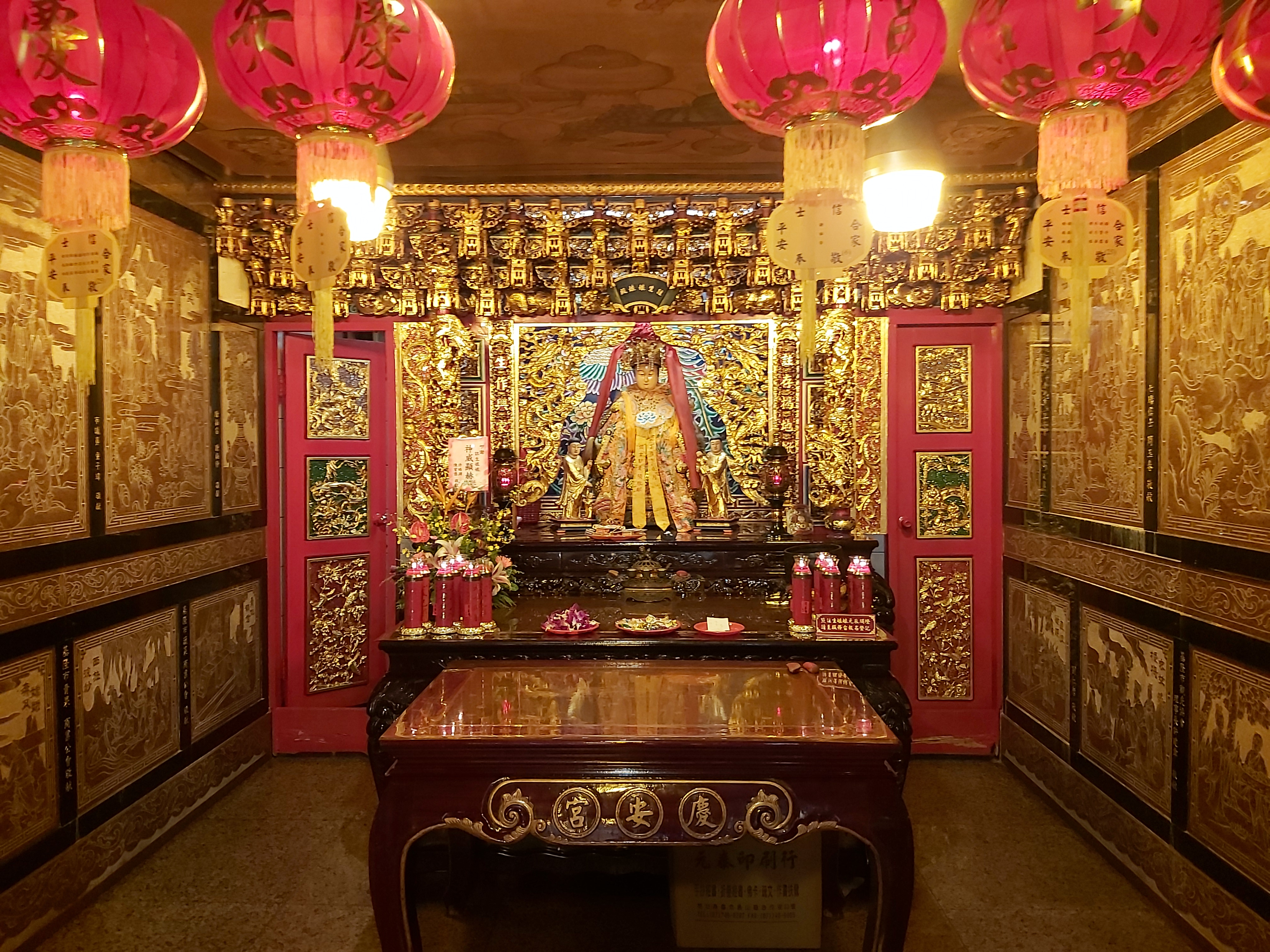
註生娘娘殿
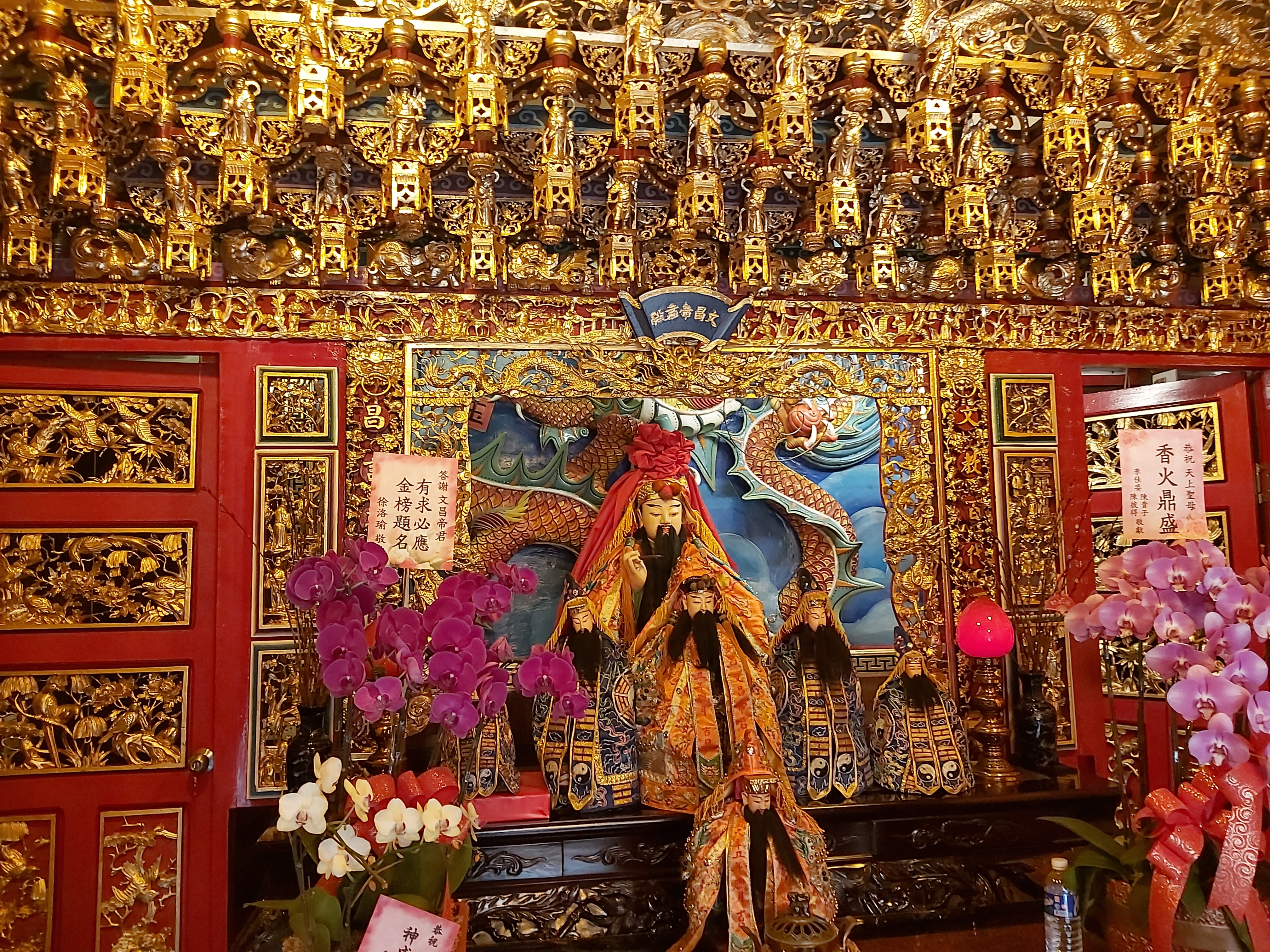
文昌帝君殿
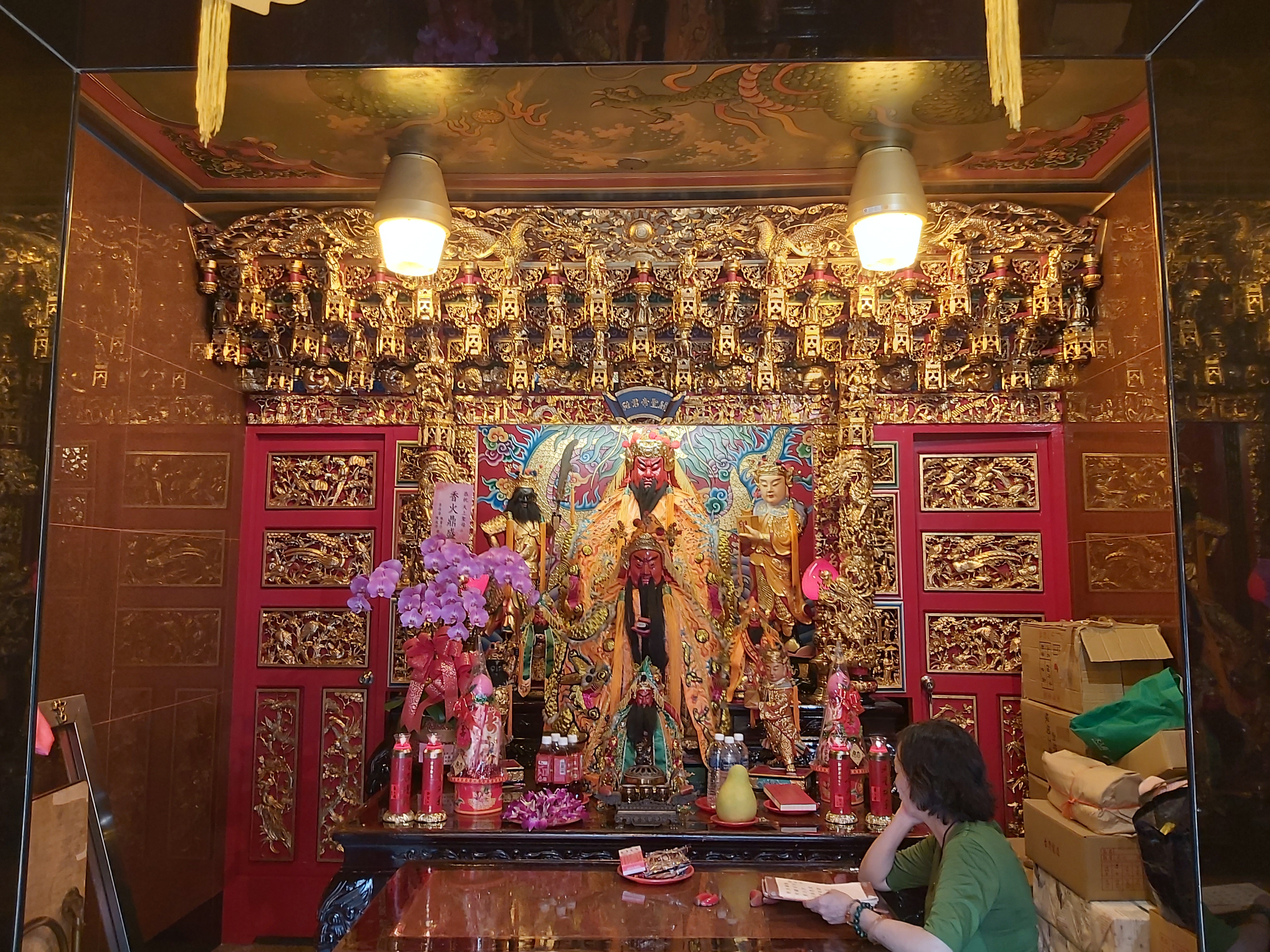
關聖帝君殿
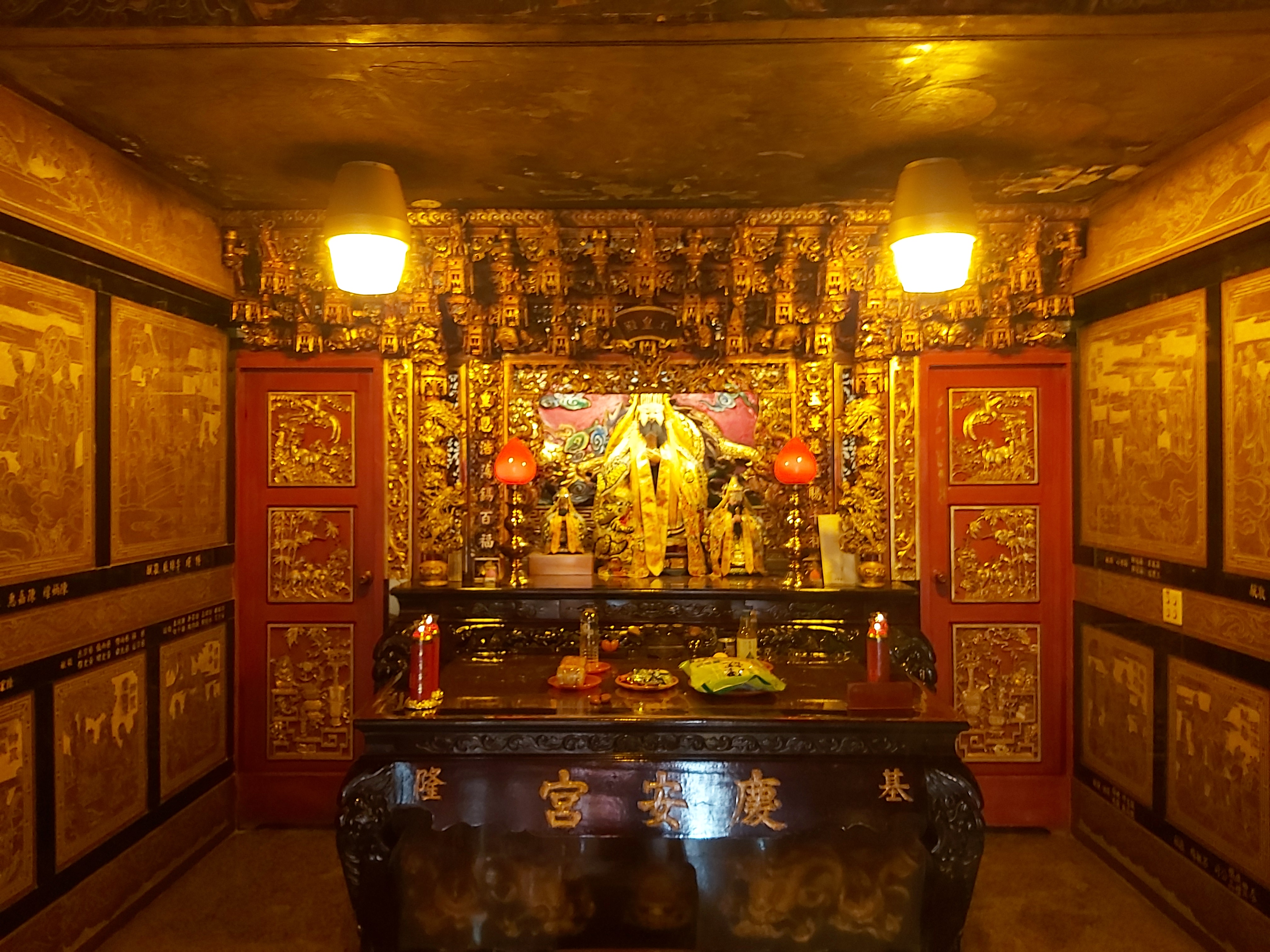
玉皇殿
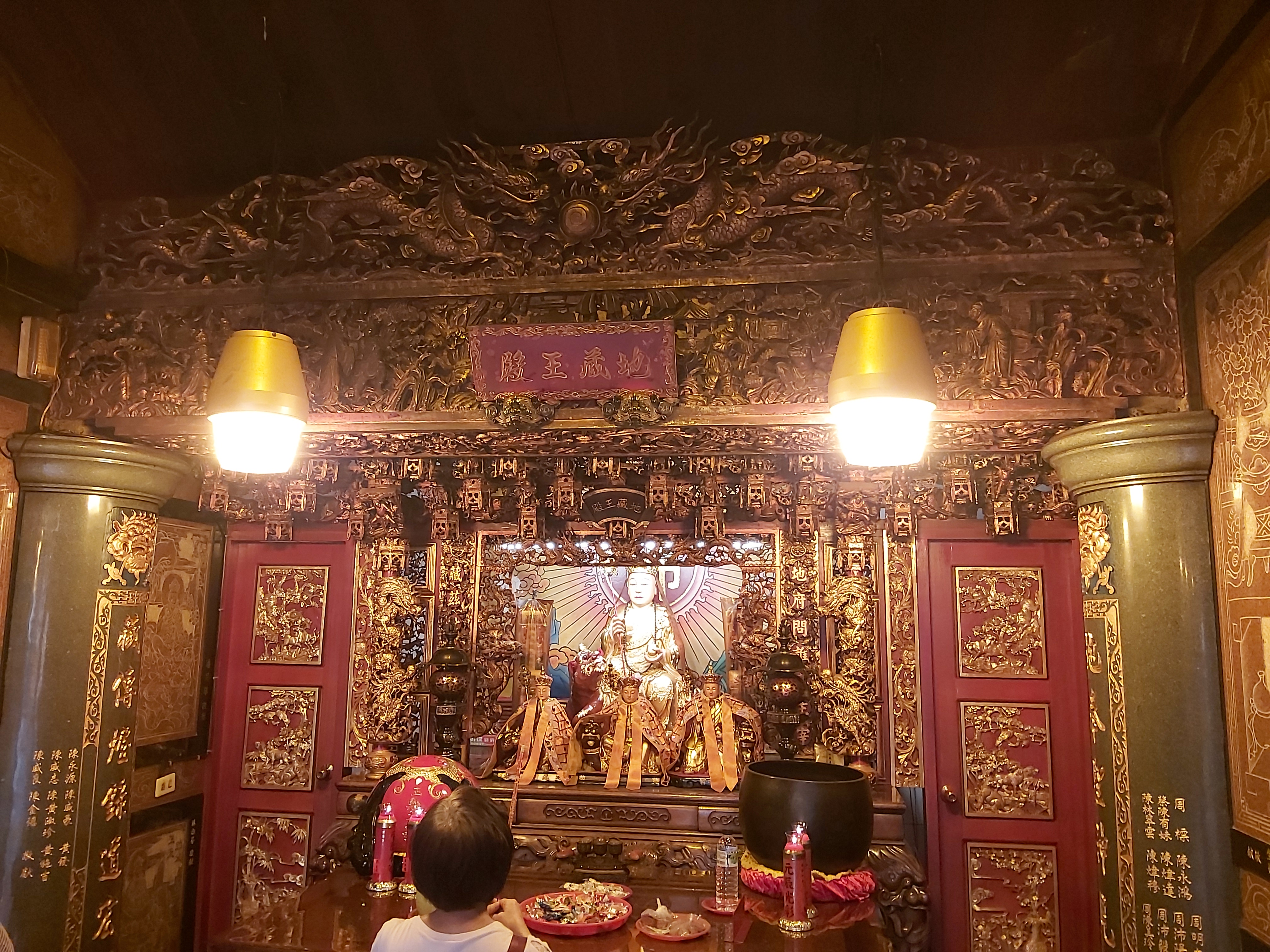
地藏王殿
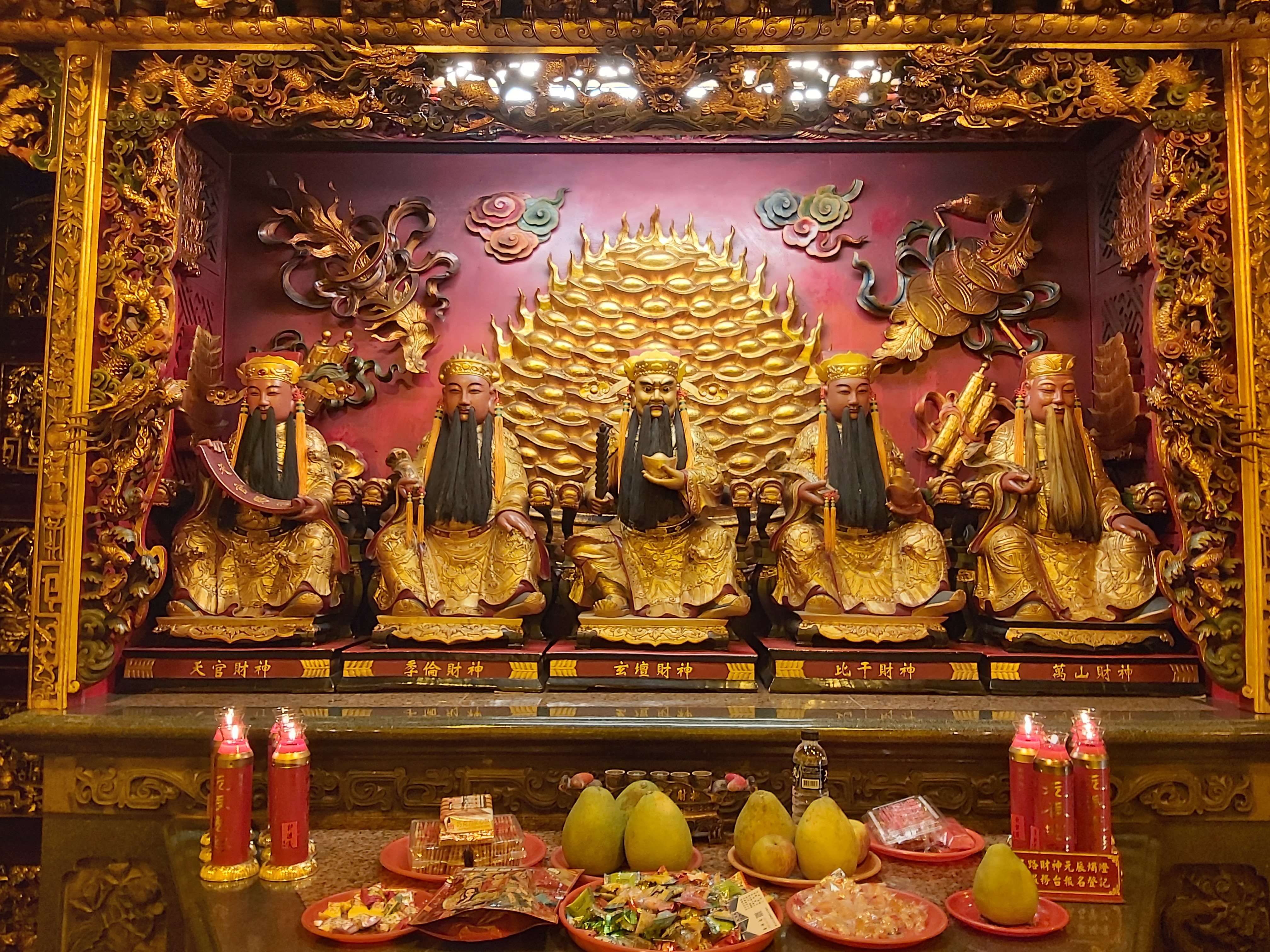
財神殿
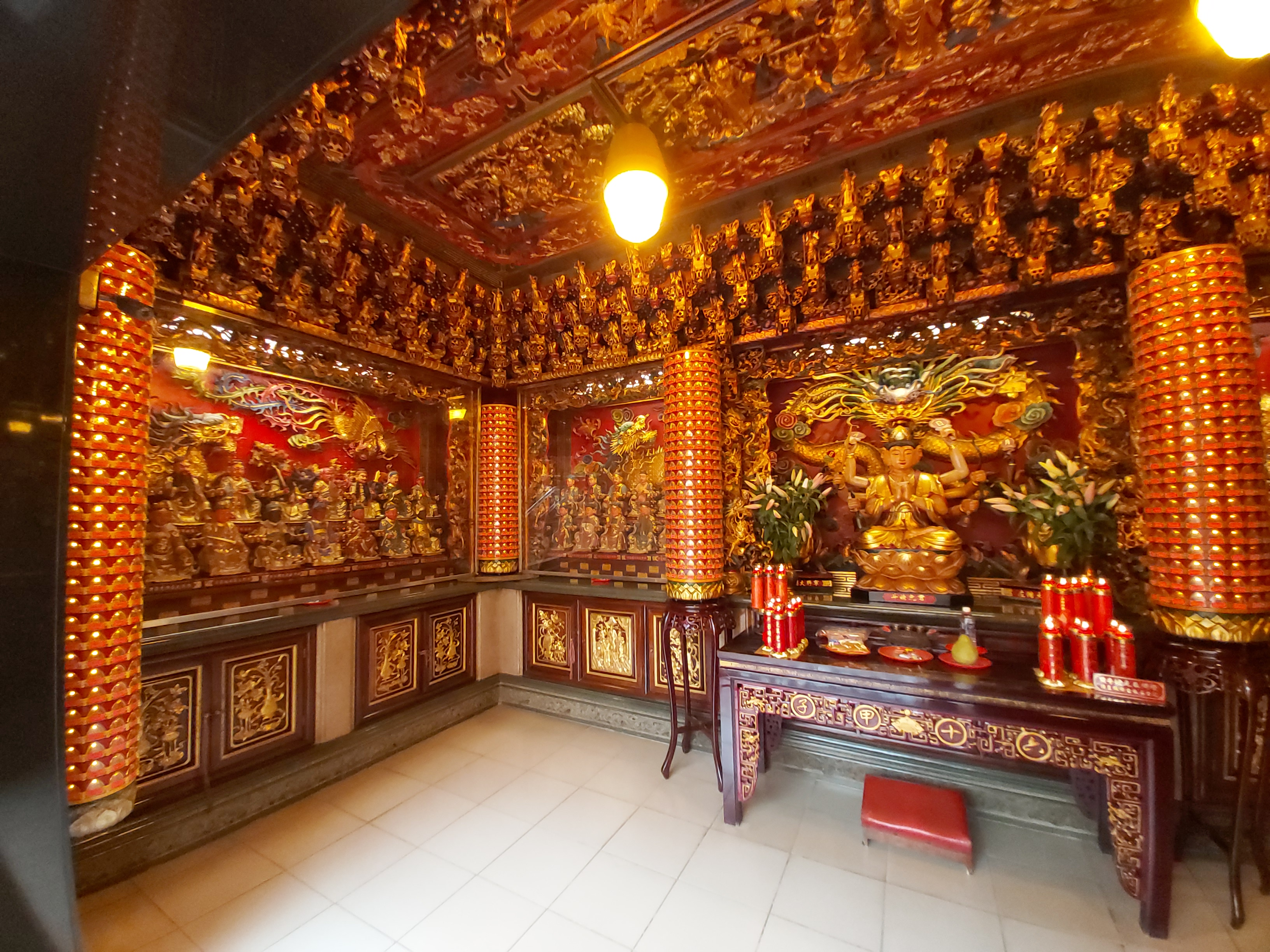
六十太歲星君殿
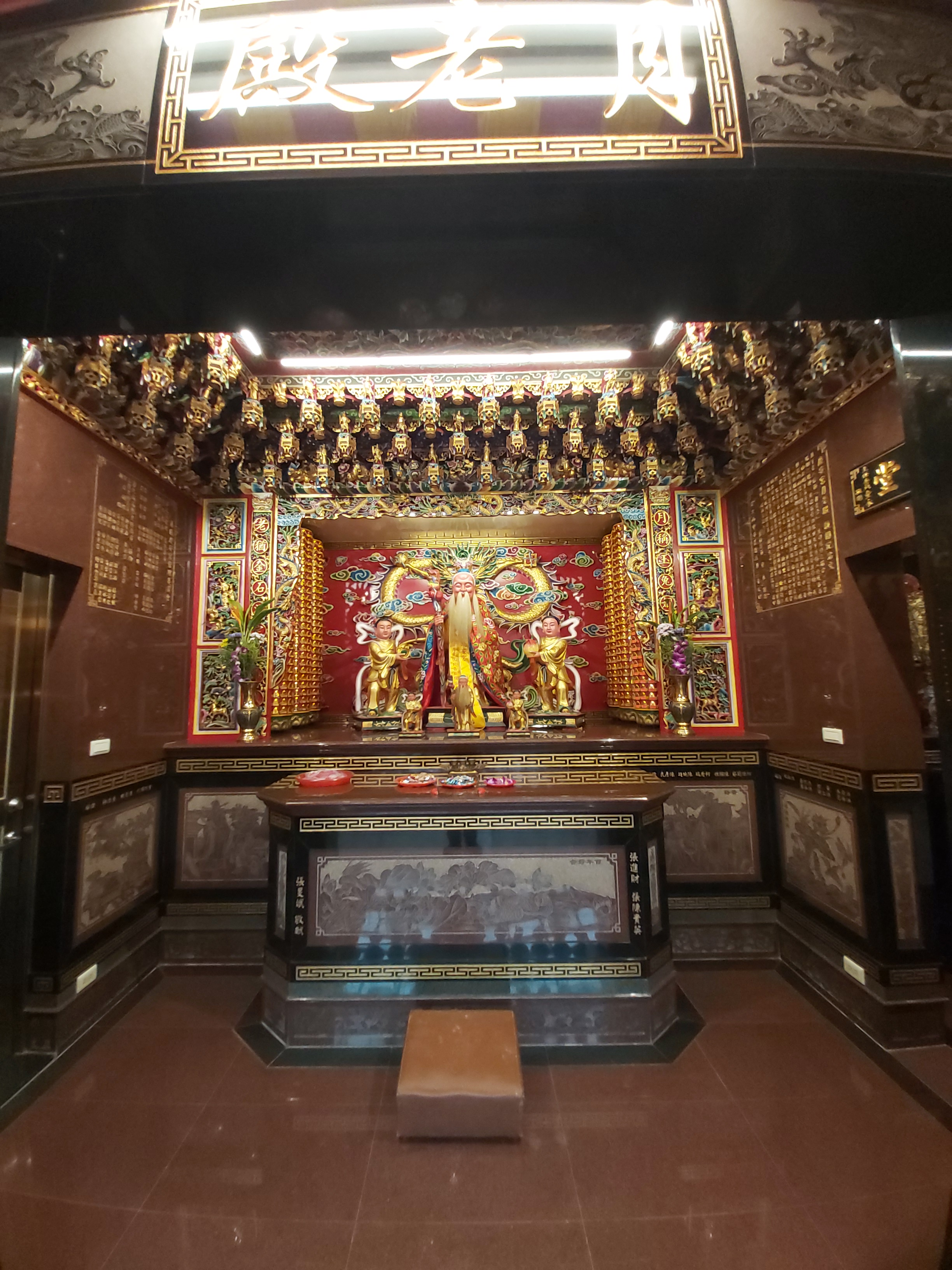
月老殿